# ألان غرين (سياسي)
ألان غرين (بالإنجليزية: Alan Green)‏ هو سياسي بريطاني، ولد في 29 سبتمبر 1911، وتوفي في 2 فبراير 1991. حزبياً، نشط في حزب المحافظين. وقد في الانتخابات العامة في المملكة المتحدة 1955 ‏، انتخب عضو البرلمان الحادي والأربعين للمملكة المتحدة ‏ عن دائرة Preston South (UK Parliament constituency) ‏ (26 مايو 1955 – 18 سبتمبر 1959) وفي الانتخابات العامة في المملكة المتحدة 1959 ‏، انتخب عضو البرلمان الثاني والأربعون للمملكة المتحدة ‏ عن دائرة Preston South (UK Parliament constituency) ‏ (8 أكتوبر 1959 – 25 سبتمبر 1964) وفي الانتخابات العامة في المملكة المتحدة 1970، انتخب عضو البرلمان الخامس والأربعون للمملكة المتحدة عن دائرة Preston South (UK Parliament constituency) ‏ (18 يونيو 1970 – 8 فبراير 1974).

## روابط خارجية
- ألان غرين على موقع مونزينجر (الألمانية)